# Заневская площадь
Зане́вская площадь — площадь в Красногвардейском районе Санкт-Петербурге, находящаяся на пересечении Заневского и Новочеркасского проспектов.

## Наименование
Название Заневская площадь возникло в 1960-е годы, дано по Заневскому проспекту. В некоторых путеводителях по Ленинграду тех лет площадь обозначена как «площадь Заневского проспекта». Официально закреплено в  Реестре наименований элементов улично-дорожной сети, расположенных на территории Санкт-Петербурга.

## История
Ансамбль Заневской площади был сформирован в 1950—1960-х годах (проект архитекторов В. Ф. Беляева, А. А. Оля и других) и состоит из четырёх семиэтажных зданий, выходящих на площадь закруглёнными фасадами. 

## Достопримечательности

### Жилой дом (Новочеркасский проспект, дом 41,Заневский проспект, дом 14)
Жилой дом в стиле сталинского неоклассицизма построен в 1958-1962 годах по проекту архитекторов В.Ф. Белова, А.А. Оля, Н.А. Зазерского.

### Жилой дом (Новочеркасский проспект, дом 26, Заневский проспект, дом 16)
Жилой дом в стиле сталинского неоклассицизма построен в 1958-1962 годах по проекту архитекторов В.Ф. Белова, А.А. Оля, Н.А. Зазерского.

### Жилой дом (Новочеркасский проспект, дом 28, Заневский проспект, дом 19)
Жилой дом в стиле сталинского неоклассицизма построен в 1958-1962 годах по проекту архитекторов В.Ф. Белова, А.А. Оля, Н.А. Зазерского.

### Жилой дом (Новочеркасский проспект, дом 43, Заневский проспект, дом 17)
Жилой дом в стиле сталинского неоклассицизма построен в 1958-1962 годах по проекту архитекторов В.Ф. Белова, А.А. Оля, Н.А. Зазерского.

### Станция метро «Новочеркасская»(Заневская площадь, дом 1)
Станция метрополитена «Красногвардейская» (с июля 1992 года — «Новочеркасская») открыта 30 декабря 1985 года. Наземного павильона она не имеет, под площадью по всему периметру устроен общий замкнутый коридор шириной 6 м. С тротуаров и трамвайных остановок ведут двенадцать спусков.

## Транспорт
Под площадью находится подземный вестибюль станции метро  Новочеркасская в комплексе с подземными пешеходными переходами.